# Nominell
Nominell ("till namnet"); i överförd betydelse ett värde bara på papperet. Exempelvis aktiens nominella värde.

### Webbkällor
- Svenska Akademiens ordbok: Nominell